# Vale de Santarém
Vale de Santarém é uma vila portuguesa, sede da Freguesia de Vale de Santarém do Município de Santarém, freguesia com 10,15 km² de área e 2755 habitantes (censo de 2021), tendo, por isso, uma densidade populacional de 271,4 hab./km².
A povoação de Vale de Santarém ascendeu à categoria de vila em 1995, tendo o seu brasão sido apresentado por ocasião do 10.º aniversário dessa efeméride.

## Demografia
A população registada nos censos foi:
| Distribuição da População por Grupos Etários | Distribuição da População por Grupos Etários | Distribuição da População por Grupos Etários | Distribuição da População por Grupos Etários | Distribuição da População por Grupos Etários |
| -------------------------------------------- | -------------------------------------------- | -------------------------------------------- | -------------------------------------------- | -------------------------------------------- |
| Ano                                          | 0-14 Anos                                    | 15-24 Anos                                   | 25-64 Anos                                   | > 65 Anos                                    |
| 2001                                         | 468                                          | 436                                          | 1713                                         | 527                                          |
| 2011                                         | 427                                          | 275                                          | 1553                                         | 665                                          |
| 2021                                         | 338                                          | 276                                          | 1379                                         | 762                                          |